# 도쿠시마현·고치현 선거구
도쿠시마현 및 고치현 참의원 합동 선거구(일본어: 徳島県及び高知県参議院合同選挙区)는 일본의 참의원 선거구이다. 2016년에 선거구 간 인구 편차를 줄이기 위해 사상 최초로 두 현으로 구성된 합동 선거구가 등장하였다. 이전엔 도쿠시마현 선거구와 고치현 선거구였다.

## 선거구 정보
| 지역      | 도쿠시마현 전역, 고치현 전역 |
| 의원 정수 | 2명 (개선 정수 1명)          |
| 유권자 수 | 1,212,267명 (2022년 9월)     |

## 역대 의원
| 홀수회                     | 홀수회        | 짝수회        | 짝수회                       |
| 의원                       | 선거          | 선거          | 의원                         |
| -------------------------- | ------------- | ------------- | ---------------------------- |
|                            |               | 2016년 제24회 | 나카니시 유스케 (자유민주당) |
| 다카노 고지로 (자유민주당) | 2019년 제25회 |               | 나카니시 유스케 (자유민주당) |
| 다카노 고지로 (자유민주당) |               | 2022년 제26회 | 나카니시 유스케 (자유민주당) |
| 히로타 하지메 (무소속)     | 2023년 보궐   |               | 나카니시 유스케 (자유민주당) |

## 역대 선거 결과

### 2016년 (제24회)
|  | 54.06% |

|  | 42.94% |

|  | 3.00% |

### 2019년 (제25회)
|  | 50.33% |

|  | 40.01% |

|  | 6.69% |

|  | 2.98% |

### 2022년 (제26회)
|  | 52.81% |

|  | 18.95% |

|  | 11.38% |

|  | 9.10% |

|  | 5.18% |

|  | 2.57% |

### 2023년 (제25회 보궐)
|  | 62.15% |

|  | 37.85% |

## 같이 보기
- 도쿠시마현 제1구
- 도쿠시마현 제2구
- 고치현 제1구
- 고치현 제2구